# Frontiers (Computerspiel)
Frontiers ist ein Mod des Computerspiels Half-Life 2 und wurde von der Künstlergruppe gold extra entwickelt. Das Multiplayer-Spiel, das die Problematik von Flucht und Migration an europäischen Grenzen thematisiert, wurde nach jahrelanger Recherche und Entwicklung von der Gruppe im Februar 2012 im Zentrum für Kunst und Medientechnologie der Öffentlichkeit präsentiert und online gestellt. Eine Beta-Version des Spieles war dort bereits seit 2010 in einer Dauerausstellung zu besichtigen.

## Spielprinzip
Das Serious Game Frontiers lässt den Spieler in die Rolle eines afrikanischen Flüchtlings oder in die eines Grenzbeamten an neuralgischen Punkten verschiedener Grenzgebiete schlüpfen. So versetzt es ihn z. B. an die marokkanisch-spanische Grenze von Ceuta, in die Sahara zwischen Niger und Algerien, aber auch an den Containerhafen von Rotterdam. Das Besondere und für einen Ego-Shooter Untypische an diesem Spiel ist, dass neue Spielfunktionen wie Verhaften oder Bestechen implementiert wurden. Der Einsatz von Waffen ist in einzelnen Levels möglich, wird jedoch mit Punkteabzug und anderen Aktionen sanktioniert.
Durch diese vollständige Umgestaltung des Shooter-Prinzips fällt Frontiers in die Kategorie der Total Conversions. Laut der Entwickler werden zum einen die moralischen Entscheidungen vom Spieler selbst getroffen, zum anderen bei diesem ein Bewusstsein geschaffen werden für die dramatische Situation von Flüchtlingen bei ihrem Versuch, in die Festung Europa zu gelangen. Die Spielhandlung wird u. a. verdeutlicht durch Original-Interviews mit Flüchtlingen und Mitarbeitern von Hilfsorganisationen, die auf mehreren Recherche-Reisen von den Machern gesammelt und im Spiel verarbeitet wurden und zu sehen sind.

## Präsentationen
Das Spiel ist in einer Dauerausstellung im ZKM Karlsruhe zu sehen. Präsentationen, Ausstellungen und Workshops fanden u. a. in Museen und Festivals wie dem Serious Game Festival, New York, dem New Cultures Festival der Art Moscow, Moskau, Pavilion Unicredit Bukarest, DOX Prag, Goethe-Institut Porto, in Theatern wie dem Thalia Theater Hamburg (Lessingtage 2012), Theaterkapelle Berlin, Brut Wien, Garage X Wien und vielen Kongressen und Tagungen, darunter beim Symposium des Zentrums für Konfliktforschung statt.

## Auszeichnungen
- Mod des Monats in GEE, Januar 2008
- Top 6 Serious Games im Intro[6]
- Spotlight Demo beim Games For Change Festival 2011/New York City[7]

## Medienecho
- ARD-Tagesthemen (Memento vom 7. März 2012 im Internet Archive), 10. März 2010
- Philipp Draxler, Zeit Online, 8. Januar 2010
- Julia Herrnböck, Spiegel Online, 7. Juni 2010
- Maik Söhler, Amnesty Journal, Dezember 2010
- Ingo Senft-Werner, Welt Online, 29. Februar 2012